# Zoë Kravitz
Zoë Kravitz   (Los Angeles, 1 de desembre de 1988) és una actriu, cantant i model estatunidenca. Va esdevenir famosa com a actriu pel seu paper com a Angel Salvadore a la pel·lícula de superherois X-Men: First Class; seguidament actuà en d'altres pel·lícules importants com la triologia Divergent i Mad Max: Fury Road. Hom la va poder veure com a Bonnie Carlson a Big Little Lies i breument com a Perl a Californication.
Kravitz va néixer a Venice (Los Angeles) el 1988. És filla del músic Lenny Kravitz i de l'actriu Lisa Bonet. Després del divorci dels pares visqué amb el seu pare a Miami i d'allí passà estudiar a Nova York, on a l'acabar l'Institut estudià interpretació a l'State University of New York at Purchase. Ho deixà al cap d'un any per centrar-se en la seva carrera, perquè el 2007 ja havia debutat al cinema amb No Reservations i a la televisió el 2011 amb Californication.
Es va casar a París amb el també actor Karl Glusman el 29 de juny de 2019, després de mantenir una relació des de 2016.

## Filmografia

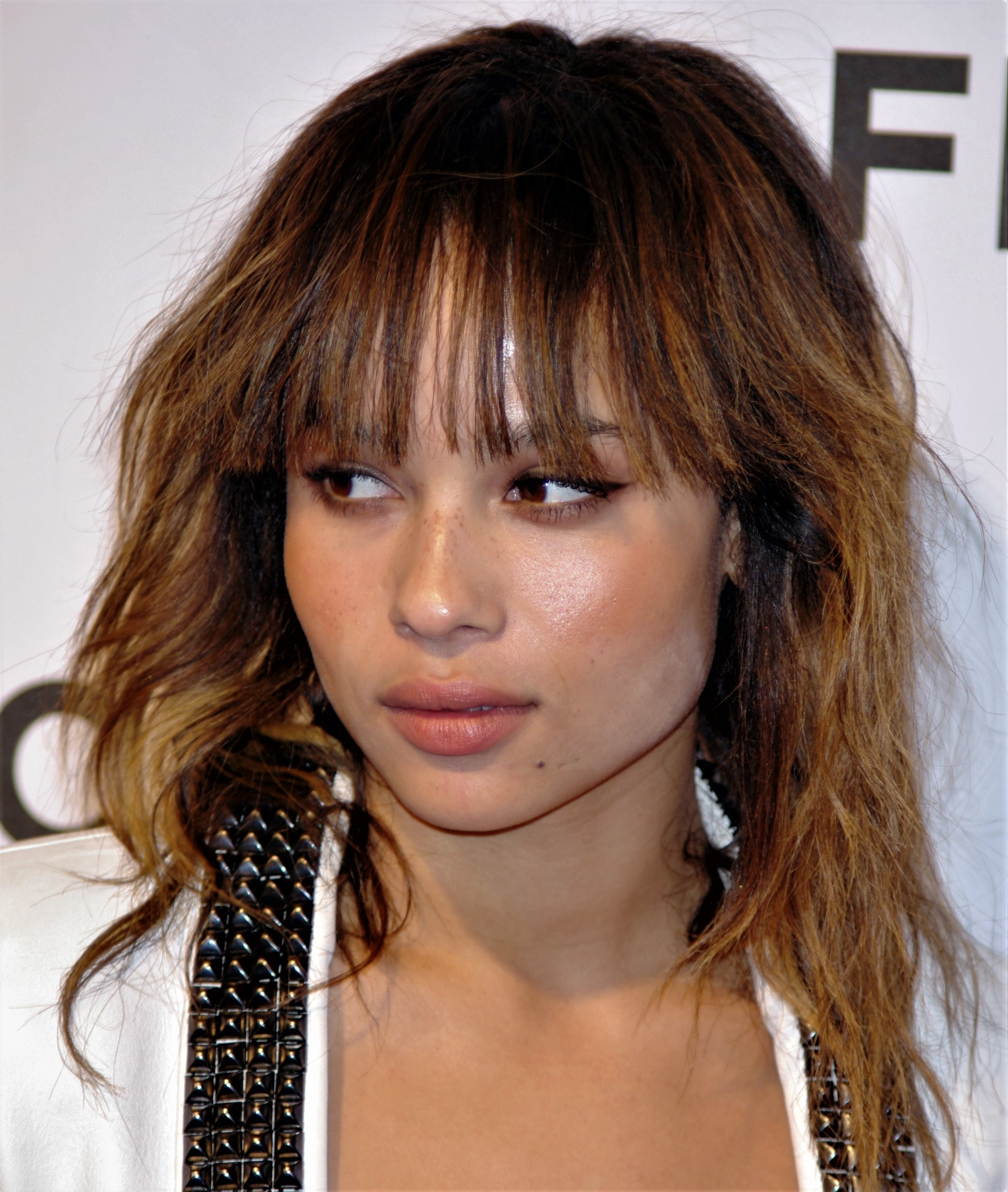
Kravitz at the Tribeca Film Festival in 2011

### Cinema
| Any  | Títol                                          | Paper                  | Notes        |
| ---- | ---------------------------------------------- | ---------------------- | ------------ |
| 2007 | Sense reserves                                 | Charlotte              |              |
| 2007 | L'estranya que hi ha en tu                     | Chloe                  |              |
| 2008 | La conspiració                                 | Valerie                |              |
| 2008 | Birds of America                               | Gillian Tanager        |              |
| 2009 | La millor                                      | Ashley                 |              |
| 2010 | Twelve                                         | Gabby                  |              |
| 2010 | Beware the Gonzo                               | Evie Wallace           |              |
| 2010 | It's Kind of a Funny Story                     | Nia                    |              |
| 2011 | Yelling to the Sky                             | Sweetness O'Hara       |              |
| 2011 | X-Men: First Class                             | Angel Salvadore        |              |
| 2013 | Treading Water                                 | Laura                  |              |
| 2013 | After Earth                                    | Senshi Raige           |              |
| 2014 | Divergent                                      | Christina              |              |
| 2014 | Pretend We're Kissing                          | Autumn                 |              |
| 2014 | The Road Within                                | Marie                  |              |
| 2014 | Good Kill                                      | Vera Suarez            |              |
| 2015 | Dope                                           | Nakia                  |              |
| 2015 | The Divergent Series: Insurgent                | Christina              |              |
| 2015 | Mad Max: fúria a la carretera                  | Toast the Knowing      |              |
| 2016 | The Divergent Series: Allegiant                | Christina              |              |
| 2016 | Vincent N Roxxy                                | Roxxy                  |              |
| 2016 | Adam Green's Aladdin                           | Old Miner              |              |
| 2016 | Bèsties fantàstiques i on trobar-les           | Leta Lestrange         | Cameo        |
| 2017 | Batman: La Lego pel·lícula                     | Catwoman (veu)         |              |
| 2017 | Gemini                                         | Heather Anderson       |              |
| 2017 | Movie Sound Effects: How Do They Do That?      | Catwoman (veu)         | Curtmetratge |
| 2017 | Rough Night                                    | Blair                  |              |
| 2018 | Kin                                            | Milly                  |              |
| 2018 | Bèsties fantàstiques: Els crims de Grindelwald | Leta Lestrange         |              |
| 2018 | Spider-Man: Un nou univers                     | Mary Jane Watson (veu) |              |
| 2020 | Viena and the Fantomes                         | Madge                  |              |
| 2021 | The Batman                                     | Selina Kyle / Catwoman | En rodatge   |

### Televisió
| Any       | Títol           | Paper              | Notes                           |
| --------- | --------------- | ------------------ | ------------------------------- |
| 2011      | Californication | Pearl              | 8 episodis                      |
| 2016      | Portlandia      | Kendall            | Episodi: "Breaking Up"          |
| 2017–2019 | Big Little Lies | Bonnie Carlson     | Paper principal, 14 episodis    |
| 2020      | High Fidelity   | Robyn "Rob" Brooks | Paper protagonista, 10 episodis |